# Pinguinus alfrednewtoni
Pinguinus alfrednewtoni es una especie extinta de ave caradriforme de la familia Alcidae que vivió durante el Pleistoceno inferior y conocido por unas huesos encontrados en Formación Yorktown de la mina Creek Lee, en Carolina del Norte. Recibe su nombre en honor al ornitólogo inglés Alfred Newton.
Vivió en las costas occidentales del océano Atlántico mientras que su pariente, el alca gigante (Pinguinus impennis) era propio de la parte oriental. Sin embargo, y tras su desaparición, este último ocupó su nicho ecológico.